# Radio Akadera
Radio Akadera Politechniki Białostockiej jest rozgłośnią akademicką z wieloletnią tradycją. Mieści się w Hotelu Asystenta Politechniki Białostockiej. Nadaje na częstotliwości 87,7 MHz. Zasięg radia to miasto Białystok i okolice w promieniu 50 km. Działalność programowa jest związana przede wszystkim ze środowiskiem akademickim. Dziennikarze przywiązują także dużą wagę do spraw miejskich dotyczących zwłaszcza ludzi młodych.
Program Akadery tworzy kadra zawodowa wraz z dziennikarzami studenckimi białostockich wyższych uczelni. Aktualnie redaktorem naczelnym rozgłośni jest Agnieszka Sakowicz-Stasiulewicz. Przez 18 lat, funkcję tę pełnił Krzysztof Połubiński.

## Historia
Działalność rozpoczęła się od radiowęzła przy ul. Krakowskiej, potem w akademiku „Alfa” PB przy ul. Zwierzynieckiej. W 1984 roku w budynku Hotelu Asystenta PB powstało profesjonalne, doskonale wyposażone radio, nadające jednak dalej swój program drogą kablową.
Początek lat 90. to złamanie monopolu rozgłośni publicznych i tworzenie się nowych stacji. Prawo nie nadążało za rzeczywistością i pierwsze rozgłośnie nadawały swój program bez koncesji. Radio Akadera także ma w swojej historii okres (1992–1994) pirackiej twórczości na częstotliwości 68,5 MHz. Od roku 1994 jest stacją koncesjonowaną.
Od 2003 roku radio należy do grupy Polskie Rozgłośnie Akademickie.